# Simulium gravelyi
Simulium gravelyi är en tvåvingeart som beskrevs av Puri 1933. Simulium gravelyi ingår i släktet Simulium och familjen knott. Inga underarter finns listade i Catalogue of Life.